# 12e régiment de grenadiers « prince Charles de Prusse » (2e régiment d'infanterie brandebourgeois)
Pour les articles homonymes, voir 12e régiment.
Le 12e régiment de grenadiers « prince Charles de Prusse » (2e régiment d'infanterie brandebourgeois) est une unité d'infanterie de l'armée prussienne.

## Histoire
L'unité est créée le 1er juillet 1813 avec AKO par le roi Frédéric-Guillaume III à partir du 1er et 2e bataillon de réserve du régiment d'infanterie du Corps et du 3e bataillon du 6e régiment de grenadiers. Il s'appelle initialement le 12e régiment d'infanterie de Brandebourg et est subordonnée à la 8e brigade. L'effectif est de 61 officiers, 180 sous-officiers, 2 184 hommes, treize chirurgiens, dix hautboïstes et trois armuriers.

### Guerres napoléoniennes 1813/15
- Bataille de la Katzbach
- Bataille de Möckern
- Bataille de Laon
- Bataille de Claye
- Bataille de Paris

### Guerre austro-prussienne1866
Après avoir reçu l'ordre d'être prêt pour la guerre le 3 mai 1866, le régiment reçoit son ordre de mobilisation deux jours plus tard. Le premier jour de mobilisation est le 6 mai 1866. Le 12 mai, tous les réservistes sont appelés et les bataillons individuels sont amenés à la force de guerre. Le 16 mai, les troupes marchent en direction de la frontière saxonne. Le 1er bataillon prend ses quartiers à Drehna, le 2e bataillon à Zinnitz et le bataillon de fusiliers à Ruhland. Les fusiliers  sont affectés à l'avant-garde du 3e corps d'armée sous les ordres du major général Guillaume de Mecklembourg.
- Combat de Gitschin
- Bataille de Sadowa

### Guerre franco-prussienne1870/71
- Bataille de Forbach-Spicheren
- Bataille de Mars-la-Tour
- Bataille de Saint-Privat
- Siège de Metz
- Bataille de Bellevue
- Bataille d'Orléans
- Siège de Metz

### Première Guerre mondiale
Au début de la Première Guerre mondiale, le régiment est mobilisé le 2 août 1914. Faisant partie de la 10e brigade d'infanterie de la 5e division d'infanterie, à laquelle elle a été rattachée pendant toute la guerre, les grenadiers ont participé à l'invasion de la Belgique neutre. Le régiment entre en action pour la première fois à la mi-août lors de la bataille de la Gette.

### Après-guerre
Après la fin de la guerre, les restes du régiment retournent à la garnison de Francfort-sur-l'Oder via Potsdam et Berlin où la démobilisation a lieu à partir du 30 décembre 1918. Deux formations libres sont formées de pièces du régiment. Il forme le 1er bataillon du détachement de volontaires "Küntzel" et à partir du 14 février 1919 le 12e régiment de grenadiers volontaires avec trois bataillons et une compagnie MG. Avec la formation de la Reichswehr provisoire, la première formation fusionne avec la 3e bataillon du 59e régiment de fusiliers de la Reichswehr. Le régiment de volontaires forme l'état-major et le 1er bataillon du 54e régiment de grenadiers e la Reichswehr.
La tradition est reprise dans la Reichswehr par décret du 24 août 1921 du chef du commandement de l'armée, le général d'infanterie Hans von Seeckt, par la 2e compagnie du 8e régiment (prussien) d'infanterie. Dans la Wehrmacht, le 1er bataillon du 8e régiment d'infanterie perpétue la tradition.

## Chefs de régiment
| Grade                                       | Nom                | Date                                 |
| ------------------------------------------- | ------------------ | ------------------------------------ |
| General der Infanterie                      | Charles de Prusse  | 23 mai 1822 au 21 janvier 1883       |
| General der Infanterie/Generalfeldmarschall | Wilhelm von Hahnke | 1er septembre 1896 au 8 février 1912 |
| General der Infanterie/Generalfeldmarschall | Karl von Bülow     | 16 juin 1913 jusqu'à la dissolution  |

## Commandants
| Grade                 | Nom                                    | Date                                                  |
| --------------------- | -------------------------------------- | ----------------------------------------------------- |
| Oberstleutnant/Oberst | Karl August Ferdinand von Borcke       | 1er juillet 1813 au 30 mai 1815                       |
| Oberstleutnant/Oberst | Karl Thomas von Othegraven (de)        | 8 juin 1815 au 7 mai 1817                             |
| Oberstleutnant/Oberst | Karl von Götz und Schwanenfließ (de)   | 9 mai 1817 au 25 mars 1832                            |
| Oberstleutnant        | Johann von Werder (de)                 | 30 mars 1832 au 29 mars 1833 (chargé de la direction) |
| Oberst                | Johann von Werder                      | 30 mars 1833 au 9 août 1840                           |
| Oberst                | Hans Wilhelm von Schack                | 25 mars 1841 au 29 mars 1844                          |
| Oberst                | Wilhelm von Thümen                     | 30 mars 1844 au 21 mars 1845                          |
| Oberst                | Wilhelm von Sommerfeld und Falckenhayn | 22 mars 1845 au 17 novembre 1848                      |
| Oberstleutnant/Oberst | Friedrich von Knobloch (de)            | 18 novembre 1848 au 24 avril 1854                     |
| Oberstleutnant/Oberst | Albert von Baczko (de)                 | 4 mai 1854 au 6 mai 1857                              |
| Oberst                | Ludwig von Dalwig (de)                 | 7 mai 1856 au 30 mai 1859                             |
| Oberst                | Hans von Quitzow (de)                  | 31 mai 1859 au 10 novembre 1862                       |
| Oberstleutnant/Oberst | Kolmar von Debschitz (de)              | 29 janvier 1863 au 29 octobre 1866                    |
| Oberst                | Eduard von Reuter                      | 30 octobre 1866 au 23 juillet 1870                    |
| Oberst                | Hermann von Kalinowski                 | 24 juillet 1870 au 19 février 1871                    |
| Oberst                | Otto von Stülpnagel                    | 20 février 1871 au 13 février 1874                    |
| Oberst                | Eduard von Jena (de)                   | 14 février au 8 juin 1874 (chargé de la direction)    |
| Oberst                | Eduard von Jena                        | 9 juin 1874 au 2 février 1880                         |
| Oberst                | Paul Karl von Lettow-Vorbeck (de)      | 3 février 1880 au 14 avril 1884                       |
| Oberstleutnant/Oberst | Rudolf von Seelhorst (de)              | 15 avril 1884 au 1er août 1888                        |
| Oberstleutnant        | Wilhelm von Amann (de)                 | 4 août au 16 décembre 1888 (chargé de la direction)   |
| Oberst                | Wilhelm von Amann                      | 17 décembre 1888 au 20 mai 1889                       |
| Oberst                | Wilhelm von Jahn                       | 22 mai 1889 au 19 septembre 1890                      |
| Oberst                | Alkmar von Alvensleben (de)            | 20 septembre 1890 au 13 mai 1894                      |
| Oberst                | Eduard von Liebert                     | 14 mai 1894 au 2 décembre 1896                        |
| Oberst                | Reinhold von Asmuth                    | 17 décembre 1896 au 14 juin 1899                      |
| Oberst                | Thilo von Tresckow (de)                | 15 juin 1899 au 17 août 1902                          |
| Oberst                | Adolf von Oven                         | 18 août 1902 au 17 octobre 1904                       |
| Oberst                | Kuno von der Goltz                     | 18 octobre 1904 9 avril 1906                          |
| Oberst                | Ernst von Pressentin                   | 10 avril 1906 au 18 décembre 1907                     |
| Oberst                | Hugo von Freytag-Loringhoven           | 19 décembre 1907 au 26 janvier 1910                   |
| Oberst                | Friedrich von Ditfurth                 | 27 janvier 1910 au 3 avril 1913                       |
| Oberst                | Traugott von Sauberzweig               | 4 avril 1913 au 31 janvier 1914                       |
| Oberst                | Ernst von Reuter                       | 1er février au 24 septembre 1914                      |
| Oberstleutnant        | Georg Lueder                           | 25 septembre 1914 au 14 mars 1916                     |
| Major                 | Friedrich Schönlein                    | 15 mars au 8 mai 1916 (chargé de la direction)        |
| Oberstleutnant        | August Schenck zu Schweinsberg (de)    | 11 mai au 10 octobre 1916                             |
| Oberstleutnant        | Alexander von Johnston                 | 11 octobre 1916 au 22 mars 1917                       |
| Oberstleutnant        | Cäsar Amann von Borowski               | 23 mars 1917 au 1er novembre 1918                     |
| Major                 | Richard Küntzel                        | 2 novembre 1918 au 19 janvier 1919                    |
| Oberst                | Georg Lueder                           | 20 janvier au 30 septembre 1919                       |

## Commémoration
À Francfort-sur-l'Oder, le 24 août 1924, un mémorial basé sur une conception du sculpteur Georg Fürstenberg pour le régiment de grenadiers est inauguré sur ce qui est alors Hohenzollernplatz. Le groupe de personnages sur la piédestal représente un groupe de fantassins d'assaut. À l'automne 1946, le groupe de personnages est enlevé du piédestal et coulé dans l'étang d'extinction à proximité; la base est détruite sur ordre de l'administration allemande,. L'étang d'extinction d'incendie est rempli peu de temps après. En 1991, l'Association du Reich des victimes et survivants de la guerre suggère d'élever le groupe de figures. La suggestion n'est pas mise en œuvre; à cet égard, le projet reste une mission.